# Пасхалій I
Святий Пасхалій I (лат. Paschalis, світське ім'я Паскуале Массімі (італ. Pasquale Massimi), Пасхалій Максим (лат. Paschalis Maximus); ? — 11 лютого 824, Рим, Папська держава) — дев'яносто восьмий папа Римський (25 січня 817—11 лютого 824).

## Життєпис
Святий Пасхалій І народився у Римі в аристократичній родині. Його батьками були Боноз та єпископа Теодора. До обрання на Святий Престол служив абатом монастиря Санто-Стефано-Ротондо в Римі. Обраний папою наступного дня після смерті папи Стефана IV (V), не отримавши згоди від імператора Людовика І Благочестивого. Схилявся до ведення політики незалежної від імператора Людовика I. Звинувачувався у жорстокому поводженні зі своїми противниками. Стверджували, що за наказами папи ворогів позбавляли зору та страчували. На вимогу імператора Людовика I Благочестивого Пасхалій склав на Євангелії присягу, що не брав особисто участі у стратах людей. Зображений на знаменитій мозаїці римської церкви Санта-Прасседе, а також на мозаїці в церкві Санта-Марія-ін-Домніка. Пізніше був канонізований.
До 1963 року католицька церква відзначала днем його пам'яті 14 травня, тепер це 11 лютого.